# Idaea tenuis
Idaea tenuis är en fjärilsart som beskrevs av Müller 1937. Idaea tenuis ingår i släktet Idaea och familjen mätare. Inga underarter finns listade i Catalogue of Life.